# Дом сербско-норвежской дружбы

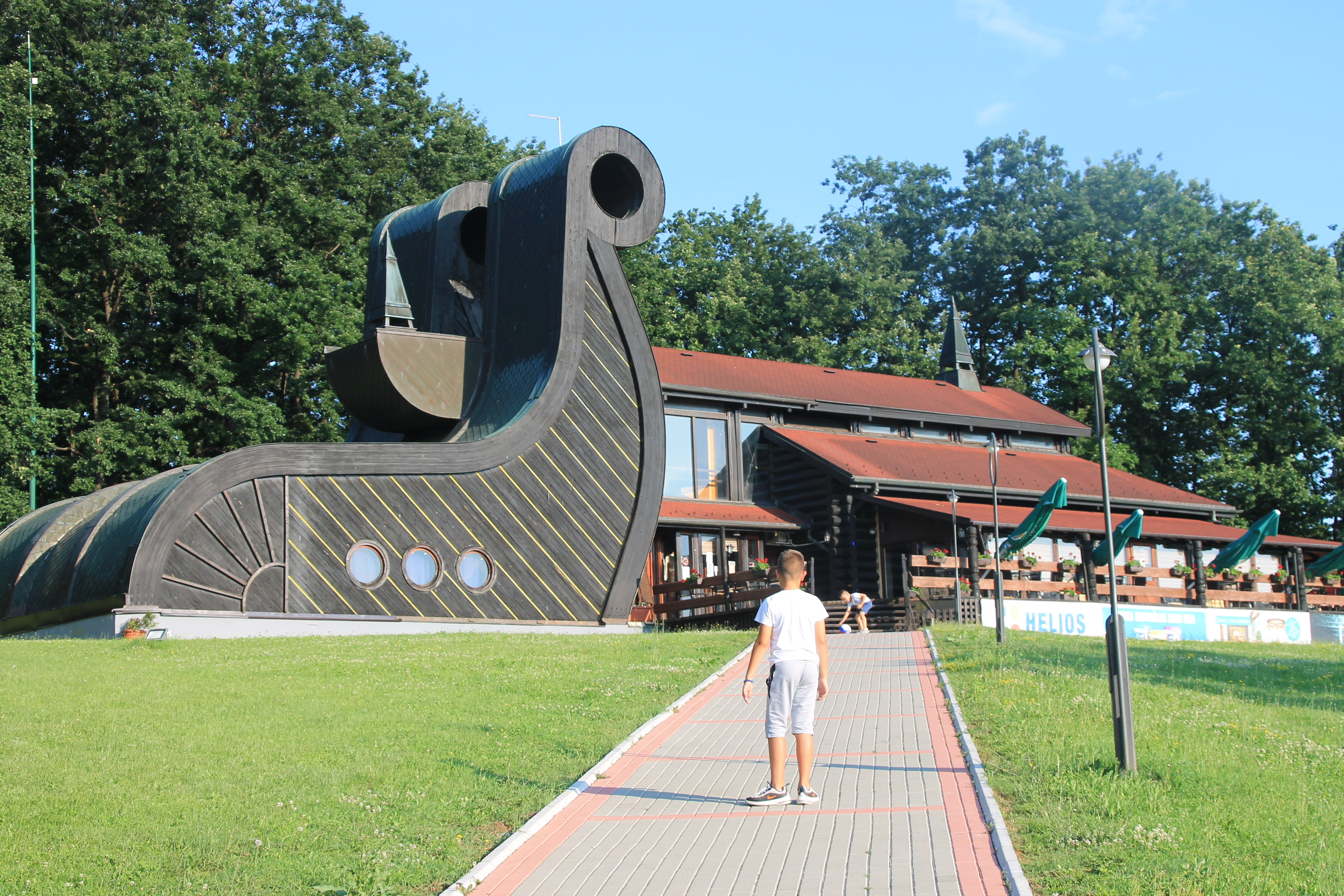
Дом сербско-норвежской дружбы

Дом сербско-норвежской дружбы или Норвежский дом (серб. Кућа српско-норвешког пријатељства или Норвешка кућа) — музей, общественно-культурный центр, расположенный при въезде в город Горни-Милановац, Сербия на так называемом «Холме мира» (сербохорв. Brdo mira). До 2008 года назывался «Домом югославско-норвежской дружбы», но был переименован после распада Югославии.

## История создания
Во время Второй мировой войны в несколько концентрационных лагерей, расположенных в Норвегии, были интернированы около 4000 югославов, из которых 3840 — сербы. 1660 избежали гибели в нацистских застенках главным образом благодаря помощи местного населения, которое делилось продовольствием, медикаментами, а в некоторых случаях помогало организовывать побеги для тех узников, которые ещё были в состоянии убежать.
Идею строительства этого здания выдвинули активисты общества югославского-норвежской дружбы, которое было создано 9 февраля 1969 года в Нише, выжившими заключёнными и норвежцами, помогавшими им выжить. По замыслу здание должно было объединить элементы норвежский и сербской культуры. Архитектор Александр Джёкич в середине 1980-х годов провёл шесть месяцев в Норвегии, создавая уникальный архитектурный дизайн здания, стилизованный с одной стороны под боевой корабль викингов, так называемый драккар, а с другой — под типичный сербский сруб из многолетней древесины. Дом был построен в 1987 году в историческом районе Шумадия. Он на 90 % состоит из древесины, и лишь на 10 % остеклён. Все брёвна были спилены и обработаны в Норвегии, пронумерованы и отправлены в Югославию. Сборка произведена в Горни-Милановаце в строгом соответствии с нумерацией. Финансирование осуществлялось за счёт добровольных пожертвований, поступавших со всей Югославии. Кроме того, свои взносы сделало югославско-норвежское общество и община Горни-Милановце.
В Норвежском доме есть конференц-зал на 100 мест, музейная экспозиция с экспонатами из концентрационных лагерей в Норвегии, точки общественного питания. Это также офис общества сербско-норвежской дружбы. Подобная организация, основанная в 1945 году, существует и в Норвегии.